# ماركوس نونيز
ماركوس نونيز هو لاعب كرة قدم كندي في مركز الهجوم، ولد في 3 يوليو 1996 في برامبتون في كندا. لعب مع Toronto FC II ‏.

## وصلات خارجية
- ماركوس نونيز على موقع قاعدة بيانات كرة القدم.إي يو (الإنجليزية)
- ماركوس نونيز على موقع Soccerway.com (الإنجليزية)